# American Horror Story
American Horror Story je americký hororový televizní seriál, jehož tvůrci a produkčními jsou Ryan Murphy a Brad Falchuk. Každá série představuje samostatný příběh s novým prostředím, postavami a tématy, přičemž často využívá opakující se herecké obsazení v různých rolích. Seriál kombinuje prvky hororu, psychologického dramatu, nadpřirozena a thrilleru a často zpracovává kontroverzní či tabuizovaná témata. 
První série, zpětně pojmenovaná American Horror Story: Murder House (nebo jen The House), se odehrává v současnosti a sleduje příběh rodiny, která se nastěhuje do obnoveného sídla v Los Angeles. Brzy zjistí, že dům je obýván jeho někdejšími obyvateli. Druhá série s názvem American Horror Story: Asylum, jejíž hlavní dějová linka se odehrává v minulosti a vedlejší v současnosti, sleduje osudy pacientů, lékařů a jeptišek, kteří obývají instituci pro léčbu duševně nemocných zločinců. Děj třetí série nazvané American Horror Story: Coven se odehrává převážně v dívčí škole pro čarodějnice, ve které sídlí čarodějnický klan, který má rozepře s jiným klanem. Čtvrtá série se nazývá American Horror Story: Freak Show a zobrazuje přehlídku zrůd a jejich vyloučení ze společnosti. Pátá série se jmenuje American Horror Story: Hotel a sleduje podivné dění hostů a nájemníků v hotelu Cortez. Okolo celé šesté série bylo mnoho tajemství, jelikož tvůrci neprozradili ani název a ani děj nadcházející série. Až při premiéře se diváci dozvěděli, že série nese název American Horror Story: Roanoke a odehrává se na území americké kolonie, kde v minulosti záhadně zmizeli všichni její obyvatelé, kteří nyní bývalou kolonii straší. Sedmá série American Horror Story: Cult se odehrává v roce 2017 po zvolení Donalda Trumpa prezidentem. Tato událost město rozdělí a Kai Anderson se uchází o místo v městské radě, zatímco jeho kult sílí. American Horror Story: Apocalypse navazuje na děj z první a třetí série. Michael Langdon (syn Tatea Langdona a Vivien Harmon) vyvolá apokalypsu podněcováním jaderné války a vybírá lidi k přežití v podzemí. American Horror Story: 1984 se odehrává na nově otevřeném letním táboře. Desátá série Double Feature je rozdělena na dvě části – Red Tide a Death Valley – a přináší příběhy o tajemstvích v pobřežním městečku a mimozemských jevech v Kalifornii. Jedenáctá série NYC se odehrává v New Yorku 80. let a věnuje se vraždám v komunitě LGBTQ+ a strachu z neznámého viru. Dvanáctá série Delicate je inspirována románem Delicate Condition a sleduje herečku, která bojuje s tajemnými halucinacemi a tělesnými problémy.
Seriál je vysílán na americké kabelové televizi FX. 
První série měla premiéru 5. října 2011 a byla zakončena 12. epizodou 21. prosince 2011. Druhá série se začala vysílat 17. října roku 2012 a byla zakončena 13. epizodou 23. ledna 2013. Třetí série byla zahájena 9. října 2013 a byla zakončena 13. epizodou 29. ledna 2014. Čtvrtá série se začala vysílat 8. října 2014 a byla zakončena 13. epizodou dne 21. ledna 2015. Stanice FX také potvrdila, že Freak Show je zároveň poslední sérií, ve které bude účinkovat Jessica Lange. Pátá série Hotel měla premiéru 7. října 2015 a poslední epizoda byla vysílána 14. ledna 2016. Šestá série Roanoke měla premiéru 14. září 2016 a poslední epizoda byla vysílána 16. listopadu 2016. Sedmá série Cult měla premiéru 5. září 2017 a poslední epizoda byla vysílána 14. listopadu 2017. Osmá série Apocalypse měla premiéru 12. září 2018 a poslední epizoda byla vysílána 14. listopadu 2018. Devátá série 1984 měla premiéru 18. září 2019 a poslední epizoda byla vysílána 13. listopadu 2019. Desátá série Double Feature měla premiéru 25. srpna 2021 a poslední epizoda byla vysílána 20. října 2021. Jedenáctá série NYC měla premiéru 19. října 2022 a poslední epizoda byla vysílána 16. listopadu 2022. Dvanáctá série Delicate měla premiéru 20. září 2023 a byla zakončena 9. epizodou dne 24. dubna 2024. Třináctá série byla stanicí FX potvrzena, datum premiéry ani bližší informace zatím nebyly oznámeny.
Seriál je dobře hodnocen televizními kritiky. 

## Stručný přehled série a hlavní postavy

### 1. série: Murder House (2011)
První série představuje rodinu Harmonových, která se nastěhuje do zlověstného domu v Los Angeles, kde se dějí nadpřirozené jevy a tragédie. Seriál kombinuje horor s psychologickým dramatem a představuje motivy duchů, vražd a rodinných tajemství. Hlavními postavami jsou Ben a Vivien Harmonovi (Dylan McDermott a Connie Britton), jejich dcera Violet (Taissa Farmiga) a záhadný soused Tate Langdon (Evan Peters).
| Connie Britton                         | Vivien Harmon      |
| Dylan McDermott                        | Dr. Ben Harmon     |
| Evan Peters                            | Tate Langdon       |
| Taissa Farmiga                         | Violet Harmon      |
| Denis O'Hare                           | Larry Harvey       |
| Jessica Lange                          | Constance Langdon  |
| Frances Conroy, Alexandra Breckenridge | Moira O'Hara       |
| Lily Rabe                              | Nora Montgomery    |
| Matt Ross                              | Charles Montgomery |
| Sarah Paulsonová                       | Billie Dean Howard |

### 2. série: Asylum (2012–2013)
Druhá série se odehrává v psychiatrické léčebně Briarcliff v 60. letech, kde se setkáváme s temnými příběhy pacientů, lékařů a nadpřirozených sil. Tematika zahrnuje duševní choroby, náboženský fanatismus, mimozemšťany a vraždy. Významné role ztvárnili Jessica Lange, Sarah Paulson a Evan Peters.
| Zachary Quinto    | Dr. Oliver Thredson      |
| Joseph Fiennes    | monsignor Timothy Howard |
| Sarah Paulsonová  | Lana Winters             |
| Evan Peters       | Kit Walker               |
| Lily Rabe         | sestra Mary Eunice McKee |
| Lizzie Brocheré   | Grace Bertrand           |
| Britne Oldford    | Alma                     |
| James Cromwell    | Dr. Arthur Arden         |
| Jessica Lange     | sestra Jude Martin       |
| Naomi Grossmanová | Pepper                   |
| Chloe Sevigny     | Shelley                  |

### 3. série: Coven (2013–2014)
Tato série se soustředí na skupinu mladých čarodějnic v New Orleans, které čelí vnějším i vnitřním nebezpečím. Série kombinuje magii, ženskou sílu a historické souvislosti s moderním hororem. Mezi hlavní postavy patří Fiona Goode (Jessica Lange), Misty Day (Lily Rabe) a Zoe Benson (Taissa Farmiga).
| Sarah Paulsonová | Cordelia Foxx      |
| Taissa Farmiga   | Zoe Benson         |
| Frances Conroy   | Myrtle Snow        |
| Evan Peters      | Kyle Spencer       |
| Lily Rabe        | Misty Day          |
| Emma Robertsová  | Madison Montgomery |
| Denis O'Hare     | Spalding           |
| Kathy Batesová   | Delphine LaLaurie  |
| Jessica Lange    | Fiona Goode        |
| Gabourey Sidibe  | Queenie            |
| Jamie Brewer     | Nan                |
| Danny Huston     | Sekerník           |

### 4. série: Freak Show (2014–2015)
Příběh se odehrává v 50. letech a sleduje poslední cirkusovou show s podivuhodnými postavami a jejich boj o přežití v tvrdém světě. Série zkoumá témata odlišnosti, přijetí a lidskosti. Výrazné role mají Jessica Lange, Sarah Paulson a Evan Peters.
| Sarah Paulsonová   | Bette a Dot Tattlerovi |
| Evan Peters        | Jimmy Darling          |
| Michael Chiklis    | Dell Toledo            |
| Frances Conroy     | Gloria Mott            |
| Denis O'Hare       | Stanley                |
| Emma Robertsová    | Maggie Esmeralda       |
| Finn Wittrock      | Dandy Mott             |
| Angela Bassettová  | Desiree Dupree         |
| Kathy Batesová     | Ethel Darling          |
| Jessica Lange      | Elsa Mars              |
| John Carroll Lynch | klaun Twisty           |

### 5. série: Hotel (2015–2016)
V páté sérii se děj odehrává v bizarním hotelu v Los Angeles, plném nadpřirozených bytostí a temných tajemství. Série je inspirována gotickým hororem a filmem „Hotel California“. Hlavní postavy zahrnují Lady Gaga jako záhadnou Hotelovou paní, Sarah Paulson a Kathy Bates.
| Kathy Batesová     | Iris                      |
| Sarah Paulsonová   | Sally/ Billie Dean Howard |
| Evan Peters        | James Patrick March       |
| Wes Bentley        | detektiv John Lowe        |
| Matt Bomer         | Donovan                   |
| Chloë Sevigny      | Dr. Alex Lowe             |
| Denis O'Hare       | Liz Taylor                |
| Mare Winningham    | Hazel Evers               |
| Cheyenne Jackson   | Will Drake                |
| Angela Bassettová  | Ramona Royale             |
| Lady Gaga          | Hraběnka Elizabeth Jones  |
| Finn Wittrock      | Rudolph Valentino         |
| Alexandra Daddario | Natacha Rambova           |

### 6. série: Roanoke (2016)
Série vypráví o páru, který se přestěhuje do domu v oblasti Roanoke, kde čelí nadpřirozenému zlu a hrůzám. Série je unikátní svou dokumentární stylizací a zvraty. Mezi hlavní postavy patří Sarah Paulson, Cuba Gooding Jr. a Lily Rabe.
| Kathy Batesová    | Agnes Mary Winstead/ Thomasin White (Řeznice) |
| Sarah Paulsonová  | Audrey Tindall/ Shelby Miller                 |
| Cuba Gooding Jr   | Dominic Banks/ Matt Miller                    |
| Lily Rabe         | Shelby Miller                                 |
| André Holland     | Matt Miller                                   |
| Denis O'Hare      | Dr. Elias Cunningham                          |
| Wes Bentley       | Ambrose White                                 |
| Evan Peters       | Rory Monahan/ Edward Philippe Mott            |
| Cheyenne Jackson  | Sidney Aaron James                            |
| Angela Bassettová | Monet Tumusiime/ Lee Harris                   |

### 7. série: Cult (2017)
V této sérii se odráží politická a sociální nejistota po prezidentských volbách v USA 2016. Děj sleduje strach a manipulaci prostřednictvím kultu vedeného záhadným vůdcem. Hlavní postavy ztvárnili Sarah Paulson, Evan Peters a Cheyenne Jackson.
| Sarah Paulsonová | Ally Mayfair-Richards |
| Alison Pill      | Ivy Mayfair-Richards  |
| Cooper Dodson    | Oz Mayfair-Richards   |
| Evan Peters      | Kai Anderson          |
| Cheyenne Jackson | Dr. Rudy Vincent      |
| Billie Lourd     | Winter Anderson       |
| Billy Eichner    | Harrison Wilton       |
| Leslie Grossman  | Meadow Wilton         |
| Adina Porter     | Beverly Hope          |
| Frances Conroy   | Bebe Babbitt          |

### 8. série: Apocalypse (2018)
Tato série je crossover mezi první a třetí sérií a zkoumá apokalypsu způsobenou jadernou válkou a magie, která se snaží svět zachránit či zničit. V hlavních rolích se objevili Jessica Lange, Sarah Paulson, Evan Peters a Frances Conroy.
| Sarah Paulsonová | Wilhemina Venable, Cordelia Goode, Billie Dean Howard |
| Cody Fern        | Michael Langdon                                       |
| Billie Lourd     | Mallory                                               |
| Kathy Batesová   | Miriam Mead, Delphine LaLaurie                        |
| Evan Peters      | Pan Gallant, Jeff Pfister, Tate Langdon, James March  |
| Billy Eichner    | Brock, Mutt Nutter                                    |
| Adina Porter     | Dinah Stevens                                         |
| Leslie Grossman  | Coco St. Pierre Vanderbilt                            |
| Ash Santos       | Emily                                                 |
| Emma Robertsová  | Madison Montgomery                                    |
| Joan Collins     | Evie Gallant, Bubbles McGee                           |

### 9. série: 1984 (2019)
Devátá série je poctou klasickým hororům z 80. let a sleduje skupinu mladých lidí, kteří pracují v letním táboře a čelí vrahovi. Série je plná napětí, nostalgie a krvavých scén. Hlavní postavy hráli Emma Roberts, Cody Fern a Billie Lourd.
| Emma Robertsová    | Brooke Thompson               |
| Billie Lourd       | Montana Duke                  |
| Leslie Grossman    | Margaret Booth                |
| Cody Fern          | Xavier Plympton               |
| Matthew Morrison   | Trevor Kirchner               |
| Gus Kenworthy      | Chet Clancy                   |
| Angelica Ross      | Dr. Donna Chambers, Rita      |
| John Carroll Lynch | Benjamin Richter, Pan Jingles |
| Zach Villa         | Richard Ramirez               |

### 10. série: Double Feature (2021)
Série je rozdělena na dvě části – Red Tide a Death Valley. První část sleduje scenáristu, který přijíždí do pobřežního městečka a čelí děsivým tajemstvím, druhá část se věnuje skupině vědců, kteří odhalují mimozemské jevy v Kalifornii. Mezi hlavní herce patří Sarah Paulson, Evan Peters a Billie Lourd.
| Sarah Paulsonová     | Karen / Mamie Eisenhowerová               |
| Evan Peters          | Austin Sommers / Dwight D. Eisenhower     |
| Lily Rabe            | Doris Gardnerová / Amelia Earhartová      |
| Finn Wittrock        | Harry Gardner / Dwight "Ike" Eisenhower   |
| Frances Conroyová    | Belle Noir / Valiant Thor                 |
| Billie Lourd         | Lark Feldmanová / poručík Helen           |
| Leslie Grossmanová   | Ursula Khanová / Calico                   |
| Adina Porter         | náčelnice Burlesonová / Laura Burelsonová |
| Angelica Ross        | The Chemist / Theta / Corinne Wellongová  |
| Macaulay Culkin      | Mickey                                    |
| Ryan Kiera Armstrong | Alma Gardnerová                           |

### 11. série: NYC (2022)
Série je zasazena do New Yorku 80. let a zkoumá vraždy v komunitě LGBTQ+, strach z šíření neznámého viru a temná tajemství města. Hlavní postavy představují Russell Tovey, Billie Lourd, Denis O'Hare a Patti LuPone.
| Russell Tovey      | detektiv Patrick Read |
| Joe Mantello       | Gino Barelli          |
| Charlie Carver     | Adam Carpenter        |
| Billie Lourd       | Dr. Hannah Wellsová   |
| Denis O'Hare       | Henry Grant           |
| Sandra Bernhard    | Fran Levinskyová      |
| Leslie Grossmanová | Barbara Readová       |
| Isaac Powell       | Theo Graves           |
| Zachary Quinto     | Sam Jones             |
| Patti LuPone       | Kathy Pizazzová       |

### 12. série: Delicate (2023–2024)
Inspirace románem Delicate Condition od Danielle Valentine. Sleduje herečku Annu Victoria Alcott, která se snaží otěhotnět, ale její tělo ji opakovaně zradí a zažívá děsivé halucinace. Série kombinuje psychologický thriller s hororem a představuje herečky jako Emma Roberts a Kim Kardashian.
| Emma Robertsová        | Anna Victoria Alcottová                 |
| Matt Czuchry           | Dexter „Dex“ Harding Jr.                |
| Kim Kardashian         | Siobhan Corbynová                       |
| Annabelle Dexter-Jones | Sonia Shawcrossová / Adeline Hardingová |
| Michaela Jaé Rodriguez | Nicolette (Talia) Smithová              |
| Denis O'Hare           | Dr. Andrew Hill                         |
| Cara Delevingne        | Ivy Ehrenreichová                       |
| Julie White            | Mavis Preecherová                       |
| Maaz Ali               | Kamal Aman                              |

## Vysílání a popisek série
| Řada | Název          | Díly | Premiéra v USA | Premiéra v USA     | Premiéra v ČR      | Premiéra v ČR     |
| Řada | Název          | Díly | První díl      | Poslední díl       | První díl          | Poslední díl      |
| ---- | -------------- | ---- | -------------- | ------------------ | ------------------ | ----------------- |
| 1    | Murder House   | 12   | 5. října 2011  | 21. prosince 2011  | 9. června 2013     | 25. srpna 2013    |
| 2    | Asylum         | 13   | 17. října 2012 | 23. ledna 2013     | 2. února 2014      | 27. dubna 2014    |
| 3    | Coven          | 13   | 9. října 2013  | 29. ledna 2014     | 4. května 2014     | 27. července 2014 |
| 4    | Freak Show     | 13   | 8. října 2014  | 21. ledna 2015     | 21. června 2015    | 13. září 2015     |
| 5    | Hotel          | 12   | 7. října 2015  | 13. ledna 2016     | 10. června 2018    | 21. července 2018 |
| 6    | Roanoke        | 10   | 14. září 2016  | 16. listopadu 2016 | 5. května 2019     | 30. června 2019   |
| 7    | Cult           | 11   | 5. září 2017   | 14. listopadu 2017 | 19. července 2020  | 27. září 2020     |
| 8    | Apocalypse     | 10   | 12. září 2018  | 14. listopadu 2018 | vysíláno           | vysíláno          |
| 9    | 1984           | 9    | 18. září 2019  | 13. listopadu 2019 | vysíláno           | vysíláno          |
| 10   | Double Feature | 10   | 25. srpna 2021 | 20. října 2021     | vysíláno           | vysíláno          |
| 11   | NYC            | 10   | 19. října 2022 | 16. listopadu 2022 | 23. listopadu 2022 | 18. ledna 2023    |
| 12   | Delicate       | 9    | 20. září 2023  | 24. dubna 2024     | 25. října 2023     | 1. května 2024    |

### Asylum (2012–2013)
Děj je zasazen do roku 1964 a sleduje pacienty a personál církví vlastněné psychiatrické léčebny Briarcliff Manor, nacházející se v anonymním městě v Massachusetts, která byla založena k léčbě a věznění kriminálně duševně nemocných. Kit Walker (Evan Peters), obviněný ze série vražd a známý jako "Bloody Face" (Krvavá tvář) poté, co zmizela jeho manželka Alma (Britne Oldford) — ačkoliv tvrdí, že byla unesena mimozemšťany — je uvězněn v Briarcliffu. To upoutá pozornost ambiciózní lesbické novinářky Lany Winters (Sarah Paulson), která touží najít příběh pro svůj průlom. V Briarcliffu Kit potkává další pacienty, z nichž mnozí tvrdí, že jsou neprávem internováni, včetně mikrocefální Pepper (Naomi Grossman), nymfomanky Shelley (Chloë Sevigny), jejíž nevěrný manžel ji s pokryteckým odůvodněním poslal do léčebny poté, co ji chytil v posteli s dvěma muži, a nenápadné Grace Bertrand (Lizzie Brocheré) z Francie. Kit, považovaný za nebezpečného sériového vraha, se stává předmětem zájmu pragmatického psychiatra Dr. Olivera Thredsona (Zachary Quinto) a sadistického Dr. Arthura Ardena (James Cromwell), který pravidelně provádí vědecké operace na pacientech. Instituce je řízena přísnou sestrou Jude (Jessica Lange), její zástupkyní naivní sestrou Mary Eunice (Lily Rabe) a zakladatelem léčebny, Monsignorem Timothym Howardem (Joseph Fiennes). Obyvatelé Briarcliffu jsou pravidelně vystaveni nadpřirozeným i vědeckým vlivům, včetně démonického posednutí a únosu mimozemšťany.

### Coven (2013–2014)
Děj se odehrává v roce 2013 a sleduje postupně ubývající potomky čarodějnic, které přežily čarodějnické procesy v Salemu, a jejich boj o přežití v moderním světě, protože ti, kdo jsou odhaleni jako čarodějnice, jsou často vystaveni násilným útokům zvenčí, například od praktikujících vudú. Zoe Benson (Taissa Farmiga), mladá dívka, která o existenci čarodějnic vůbec neví, objeví svou identitu po nehodě, která zapříčiní smrt jejího přítele. Je poslána do internátní školy pro dívky v New Orleans, která chrání mladé čarodějnice a učí je ovládat své schopnosti. Setkává se zde s dalšími studentkami: narcistickou filmovou hvězdou Madison Montgomery (Emma Roberts), upřímnou vudú panenkou Queenie (Gabourey Sidibe) a tajemnou telepatkou Nan (Jamie Brewer). Zaplete se také s přátelským vysokoškolským studentem Kaylem Spencerem (Evan Peters). Školu řídí ředitelka Cordelia Foxx (Sarah Paulson), hlava Rady čarodějnic a excentrická módní ikona Myrtle Snow (Frances Conroy), a němý sluha Spalding (Denis O'Hare). Cordeliina matka Fiona Goode (Jessica Lange) je Nejvyšší a nejsilnější čarodějnicí své generace, ačkoliv často zanedbává své povinnosti, což vadí Cordelii i její dlouholeté rivalky Myrtle. Po tom, co dav obyvatel objeví a upálí mladou čarodějnici Misty Day (Lily Rabe), Fiona se vrací, aby vedla seskupení, což vyvolává konflikty s Cordelií a ostatními mladými čarodějnicemi, které se všechny snaží stát příští Nejvyšší.

### Freak Show (2014–2015)
Děj se odehrává v roce 1952 a sleduje zápasící přehlídku zrůd vedenou Elsou Mars (Jessica Lange) v ospalém městě Jupiter na Floridě. Uběhly desítky let od doby, kdy veřejnost vnímala freak shows jako formu zábavy, ale Elsa sní o nalezení domova pro své „monstry“ a zároveň o vlastní slávě a bohatství. Dalšími členy její skupiny jsou „Lobster Boy“ Jimmy Darling (Evan Peters), který sní o normálním životě, a jeho matka Ethel (Kathy Bates), vousatá žena, která působí jako Elsina zástupkyně a udržuje pořádek pod stanem. Z minulosti Ethel přichází silák Dell Toledo (Michael Chiklis), Jimmyho biologický otec, a jeho tříprsná manželka Desiree Dupree (Angela Bassett), kteří se přidávají k freak show. Aby Elsa zachránila show, najímá také spojené dvojčata Bette a Dot Tattlerovy (Sarah Paulson). V době, kdy televize začíná převládat nad tradičními vystoupeními, musí tito jedinci čelit pronásledování kvůli svému vzhledu. Během série je odhaleno, že v Jupiteru sídlí několik temných entit, které mají zálusk na freaky. Podvodník Stanley (Denis O'Hare), který se vydává za hollywoodského producenta, přijíždí se svou mladou chráněnkyní Maggie Esmeraldou (Emma Roberts), která se zaplete s Jimmym. Bohatý a rozmazlený Dandy Mott (Finn Wittrock), podporovaný svou oddanou matkou Glorií (Frances Conroy), má nezdravou posedlost freaky, zejména Bette a Dot. Nejnebezpečnějším je však záhadný znetvořený vražedný klaun, známý jako Twisty (John Carroll Lynch), který terorizuje Jupiter a útočí na freaky i obyvatele města.

### Hotel (2015–2016)
Děj se odehrává v roce 2015 a sleduje podivné a nebezpečné události soustředěné kolem retro hotelu Cortez v centru Los Angeles, Kalifornie, který byl původně postaven jako tajná mučírna pro uspokojení násilnických tužeb jeho zakladatele Jamese Patricka Marche (Evan Peters). Detektiv John Lowe (Wes Bentley) přijíždí do hotelu na základě anonymního tipu, aby vyšetřil hrůzostrašnou sérii vražd, z nichž každá ztělesňuje jeden ze smrtelných hříchů porušujících Desatero přikázání. John se odcizil své manželce Alex (Chloë Sevigny), která trpí depresí, a dceři Scarlett (Shree Crooks) po zmizení svého syna Holdena (Lennon Henry) před pěti lety. Hotel řídí módní vdova po Marchovi, Elizabeth Johnson (Lady Gaga), známá jako Hraběnka — která byla přeměněna na upíra svými bývalými milenci, hercem Rudolphem Valentinem (Finn Wittrock) a jeho manželkou Natachou Rambovou (Alexandra Daddario) — a jejím současným milencem Donovanem (Matt Bomer). Během vyšetřování se John také zaplete s duchy heroinové závislačky Sally McKenna (Sarah Paulson), pokojské Hazel Evers (Mare Winningham) a Jamese Patricka Marche, který hledá nástupce, jenž bude pokračovat v jeho násilných činech. Personál hotelu zahrnuje nepříjemnou vedoucí recepce Iris (Kathy Bates), Donovanovu matku, a její nejlepší přítelkyni, transgender barmanku Liz Taylor (Denis O'Hare), které se zdráhavě starají o Elizabeth a její upíří děti — jedna z loajality k synovi a druhá z pocitu věrnosti. Vztah Elizabeth s Donovanem je komplikován příchodem přitažlivého modela a závisláka na kokainu Tristana Duffyho (také hrál Wittrock), newyorského módního návrháře Willa Drakea (Cheyenne Jackson) a její zahořklé bývalé milenky Ramony Royale (Angela Bassett), kteří se všichni zapletou do její násilné existence.

### Roanoke (2016)
Děj probíhá v letech 2014 až 2016 a sleduje nadpřirozené události, které se odehrávají v obnovené farmě v Severní Karolíně, nacházející se na území, kde se po svém proslulém zmizení v 80. letech 16. století usadila kolonie Roanoke. V roce 2015 Shelby Miller (Lily Rabe), její manžel Matt (André Holland) a Mattova sestra Lee Harris (Adina Porter) vyprávějí své hrůzostrašné zážitky z roku předchozího v populárním dokumentárním seriálu s názvem „My Roanoke Nightmare“, včetně setkání s násilnými a mstivými duchy předchozích obyvatel domu a kolonie Roanoke, kanibalistické rodiny Polků, kteří žijí poblíž, a krvežíznivou nesmrtelnou čarodějnicí Scathach (Lady Gaga). Dokumentární seriál se stal obrovským úspěchem a zahrnuje dramatické rekonstrukce příběhů Millerových, kde Shelby ztvárnila Audrey Tindall (Sarah Paulson), Matta Dominic Banks (Cuba Gooding Jr.), Lee Monet Tumusiime (Angela Bassett), Thomasin White známá jako The Butcher, vůdkyně duchovní kolonie (Kathy Bates), Audreyin manžel Rory Monahan (Evan Peters) jako Edward Philipe Mott, tvůrce a první majitel domu, William van Henderson (Denis O'Hare) jako Dr. Elias Cunningham, profesor fascinovaný paranormálními jevy oblasti, a Dylan Conrad (Wes Bentley) jako Ambrose White, Thomasinův syn a komplic. V roce 2016 úspěch dokumentu vede k pokračování s názvem „Return to Roanoke: Three Days in Hell“, vedenému producentem původního seriálu, Sidneym Aaronem Jamesem (Cheyenne Jackson), který zve Millerovy i mnoho herců z rekonstrukcí zpět na farmu na tři dny během krvavého měsíce, kde budou jejich činy zachycovány skrytými kamerami. Ačkoli si Millerovi uvědomují přítomnost entit v domě, všichni tři souhlasí s návratem, každý s vlastním záměrem. Produkce však postupně sklouzne do chaotické, ale tragické katastrofy, protože napětí mezi rekonstruktéry a jejich skutečnými protějšky rychle narůstá, zatímco násilné entity začínají vyplouvat na povrch, což je přivádí ke konfliktu o přežití.

### Cult (2017)
Děj se odehrává v letech 2016 a 2017 ve fiktivním městě Brookfield Heights v Michiganu, které zůstalo rozdělené po zvolení Donalda Trumpa prezidentem. Místní majitelka restaurace Ally Mayfair-Richards (Sarah Paulson) je zcela zdrcená, stejně jako její manželka Ivy (Alison Pill). Navzdory pomoci jejího psychiatra Dr. Rudyho Vincenta (Cheyenne Jackson) se Ally během následujících týdnů stává stále nestabilnější, protože se začínají znovu objevovat její dlouho potlačované fóbie, které začínají ovlivňovat její vztahy s manželkou a synem Ozem (Cooper Dodson). Na druhé straně města se misogynní příznivec alt-right Kai Anderson (Evan Peters) raduje z výsledků voleb a usiluje o politickou moc tím, že kandiduje do městské rady, vedené radikální feministkou Bebe Babbitt (Frances Conroy) a za pomoci své neochotné liberální sestry Winter (Billie Lourd), kterou rodina Mayfair-Richards najímá jako chůvu. Zatímco Ally se snaží znovu přizpůsobit běžnému životu přes rostoucí úzkost a paranoiu, je terorizována skupinou maskovaných útočníků oblečených jako klauni, kteří se objevují pouze, když je sama, což nutí okolí pochybovat, zda byla skutečně napadena, nebo zda jsou to jen halucinace. Allyiny noví excentričtí sousedé Harrison (Billy Eichner) a Meadow Wilton (Leslie Grossman) se nastěhují vedle ní, zatímco reportérka Beverly Hope (Adina Porter) se objeví na každém místě činu, aby podávala zprávy o vraždách. Mezi tím vyšetřuje detektiv Jack Samuels (Colton Haynes), který zpočátku pochybuje o Allyiných tvrzeních, a supermarketový majitel Gary K. Longstreet (Chaz Bono), který má amputovanou ruku a je vášnivým podporovatelem Trumpa. S Kaiovým vzestupem k moci, který odhaluje zlověstné motivy, Ally začíná spojovat své údajné klaunovské útočníky se zvláštními událostmi v Brookfield Heights. Začíná se bát, že ji chce každý ve městě dostat, což zvyšuje její rostoucí nedůvěru vůči lidem kolem ní.

### Apocalypse (2018)
Děj je zasazen do blízké budoucnosti, kdy Antikrist Michael Langdon (Cody Fern) vyvolá apokalypsu spuštěním jaderné války. Vyvolení přeživší po katastrofě, dědička Coco St. Pierre Vanderbilt (Leslie Grossman), její osobní asistentka Mallory (Billie Lourd), kadeřník pan Gallant (Evan Peters), jeho babička Evie (Joan Collins), moderátorka Dinah Stevens (Adina Porter), Stevensův syn Andre (Jeffrey Bowyer-Chapman), mladí dospělí Timothy Campbell (Kyle Allen) a Emily (Ash Santos) a další, hledají útočiště v úkrytu „Outpost 3“, který tvrdě řídí Wilhemina Venable (Sarah Paulson), Miriam Mead (Kathy Bates) a brutální strážkyně The Fist (Erika Ervin). Vzpomínky na tři roky zpět ukazují, že „Outpost 3“ byla dívčí škola pro kouzelníky vedená Johnem Henry Moorovým (Cheyenne Jackson), která nevědomky vychovala Antikrista v naději, že se stane prvním mužským Nejvyšším. Rada čarodějnic Cordelie Goode (Sarah Paulson), Zoe Benson (Taissa Farmiga) a vzkříšené Myrtle Snow (Frances Conroy) jsou svolány a rychle zjistí, jak nebezpečný je Michael pro jejich seskupení, když oživuje zemřelé čarodějnice Queenie (Gabourey Sidibe), Madison Montgomery (Emma Roberts) a Misty Day (Lily Rabe). Spolu s pomocí kouzelníků se čarodějnice snaží zachránit lidstvo tím, že objevují Malloryiny intenzivní schopnosti, dozvídají se více o Michaelově tajemném původu, zejména od jeho matky Vivien Harmon (Connie Britton) a babičky Constance Langdon (Jessica Lange), a snaží se jej porazit, aby apokalypsu zastavili.

### 1984 (2019)
Děj se odehrává v roce 1984 a sleduje Brooke Thompson (Emma Roberts), která přijíždí do odlehlého, nově znovuotevřeného letního tábora Camp Redwood, aby zde pracovala jako vedoucí po strašidelném setkání s sériovým vrahem Richardem Ramirezem, „Nočním pronásledovatelem“ (Zach Villa). S Brooke cestují preppy Xavier Plympton (Cody Fern), sportovec Chet Clancy (Gus Kenworthy), pohodový Ray Powell (DeRon Horton) a energická Montana Duke (Billie Lourd). Po příjezdu do tábora se setkávají s majitelkou, hluboce věřící Margaret Booth (Leslie Grossman), která tu kdysi byla také tábornicí a přežila vraha. Dalšími obyvateli jsou zdravotní sestra Rita (Angelica Ross), vedoucí aktivit Trevor Kirchner (Matthew Morrison) a kuchař Bertie (Tara Karsian). Brzy po začátku jejich pobytu unikne z blízké psychiatrické léčebny nebezpečný vrah Benjamin Richter (John Carroll Lynch), známý jako Mr. Jingles, který má násilnou minulost v táboře. Během série jsou postupně odhalovány další tajemství o vedoucích tábora a skrze flashbacky je představeno i Richterrrovo týrání matky Lavinie (Lily Rabe).

### Double Feature (2021)
V první části nazvané Red Tide se zápasící spisovatel Harry Gardner (Finn Wittrock), jeho těhotná manželka Doris (Lily Rabe) a jejich dcera Alma (Ryan Kiera Armstrong) přestěhují na zimu do izolovaného přímořského městečka Provincetown v Massachusetts, aby Harry mohl nerušeně pracovat. Po usazení se začnou projevovat praví obyvatelé města. Harry trpí tvůrčí krizí a jedné noci navštíví bar Muse, kde potkává zpěváka a skladatele Austina Sommerse (Evan Peters) a autorku erotických románů Sarah Cunningham, známou jako Belle Noir (Frances Conroy), kteří mu pomáhají s jeho problémem. Austin mu nabídne záhadnou černou pilulku, která podle něj pomůže kreativním a talentovaným lidem vylepšit jejich tvorbu, ale pilulka má hrůzostrašné vedlejší účinky. Město terorizují podivná stvoření zvaná „bledí lidé“. Během série se odehrává mnoho znepokojivých událostí a objevují se různé postavy, včetně nečistotného Mickeyho (Macaulay Culkin), Harryho přísné agentky Ursuly Khan (Leslie Grossman), tatéra a tělového modifikátora Larka Feldmana (Billie Lourd), excentrické bezdomovkyně Tuberculosis Karen (Sarah Paulson), nováčka policejního šéfa Burlesona (Adina Porter), záhadné ženy zvané Chemist (Angelica Ross) a interiérového designéra Holdena Vaughna (Denis O'Hare).
Ve druhé části nazvané Death Valley se čtyři vysokoškolští studenti Kendall Carr (Kaia Gerber), Cal Cambon (Nico Greetham), Troy Lord (Isaac Cole Powell) a Jamie Howard (Rachel Hilson) během kempování zapletou do hrůzostrašné a smrtící mimozemské konspirace, která se vyvíjí desítky let. Prezident Dwight D. Eisenhower (Neal McDonough) dostal děsivý úkol vyjednat s nežádoucími návštěvníky, zatímco jeho manželka Mamie Eisenhower (Sarah Paulson) tajně podniká život ohrožující rozhodnutí.

### NYC (2022)
V roce 1981 v New Yorku probíhá série vražd zaměřených na homosexuální komunitu, což vyvolává nenávist vůči apatické newyorské policii. Tajný detektiv Patrick Read (Russell Tovey) a jeho partner, novinář Gino Barelli (Joe Mantello), kvůli kterému Patrick opustil svou exmanželku Barbaru Read (Leslie Grossman), začínají vyšetřovat vražedný pár tvořený tajemným "Big Daddy" v kožené bundě a zkroušeným panem Gideonem Whitelym (Jeff Hiller). Jejich odlišné názory na postup vyšetřování však vedou k napětí v jejich vztahu. K Patrickovi a Ginovi se přidává mladý gay Adam Carpenter (Charlie Carver), jehož přítel zmizel. Adamovo pátrání ho zavede k fotografu Theovi Gravesovi (Isaac Cole Powell), což vyvolá žárlivost toxického partnera Thea, Sama Jonese (Zachary Quinto). Mezitím Dr. Hannah Wells (Billie Lourd) vyšetřuje novou nemoc šířící se z Fire Island, zatímco kabaretní zpěvačka Kathy Pizzaz (Patti LuPone) řeší klesající návštěvnost svého místního nočního klubu.

### Delicate (2023–2024)
Na základě románu Danielle Valentine „Delicate Condition“ je tato série první, která je adaptací knihy místo původního příběhu. Děj sleduje Annu Victoriu Alcott (Emma Roberts), hvězdu první velikosti žijící v New Yorku, která zoufale touží po dítěti se svým manželem Dexterem 'Dexem' Hardingem Jr. (Matt Czuchry). Navzdory obavám své přítelkyně a PR manažerky Siobhan Corbyn (Kim Kardashian) o dopad na její kariéru během náročné sezóny ocenění je Anna rozhodnutá stát se matkou pomocí IVF léčby u prestižního Dr. Andrewa Hilla (Denis O'Hare). Začíná však mít podivné a strašidelné vize, které ji vedou k přesvědčení, že někdo (nebo něco) sabotuje její pokusy o těhotenství. Po přesvědčení, že ji stalkingují několik žen, včetně hysterické paní Mavis Preecher (Julie White), tajemné Ivy Ehrenreich (Cara Delevingne) a posedlé superfanoušky Susan Pratt (Ashlie Atkinson), se Anna a Dex dočasně přestěhují do domu v Hamptons, který vlastní Dexův obchodní partner Talia Thompson (Juliana Canfield). Talia také najme bodyguarda Kamala (Maaz Ali), aby na Annu dohlížel, zatímco dům má také tajemnou manažerku Nicolette (Michaela Jaé Rodriguez). Dex a Talia navíc zahajují nový obchodní projekt s přitažlivou umělkyní Sonií Shawcross (Annabelle Dexter-Jones), která vypadá jako Dexova mrtvá exmanželka Adeline Harding (také Dexter-Jones), což tlačí Annu na hranice toho, co se jí opravdu děje.

### Série 13
Dne 5. prosince 2018 Murphy řekl, že čarodějnice z Coven se vrátí v budoucí sérii.  Dne 9. ledna 2020 byla série prodloužena až do 13. série. V říjnu 2024 Ryan Murphy oznámil v magazínu Variety, že Sarah Paulson a Evan Peters jedná o návratu pro 13. sérii.